# 束带

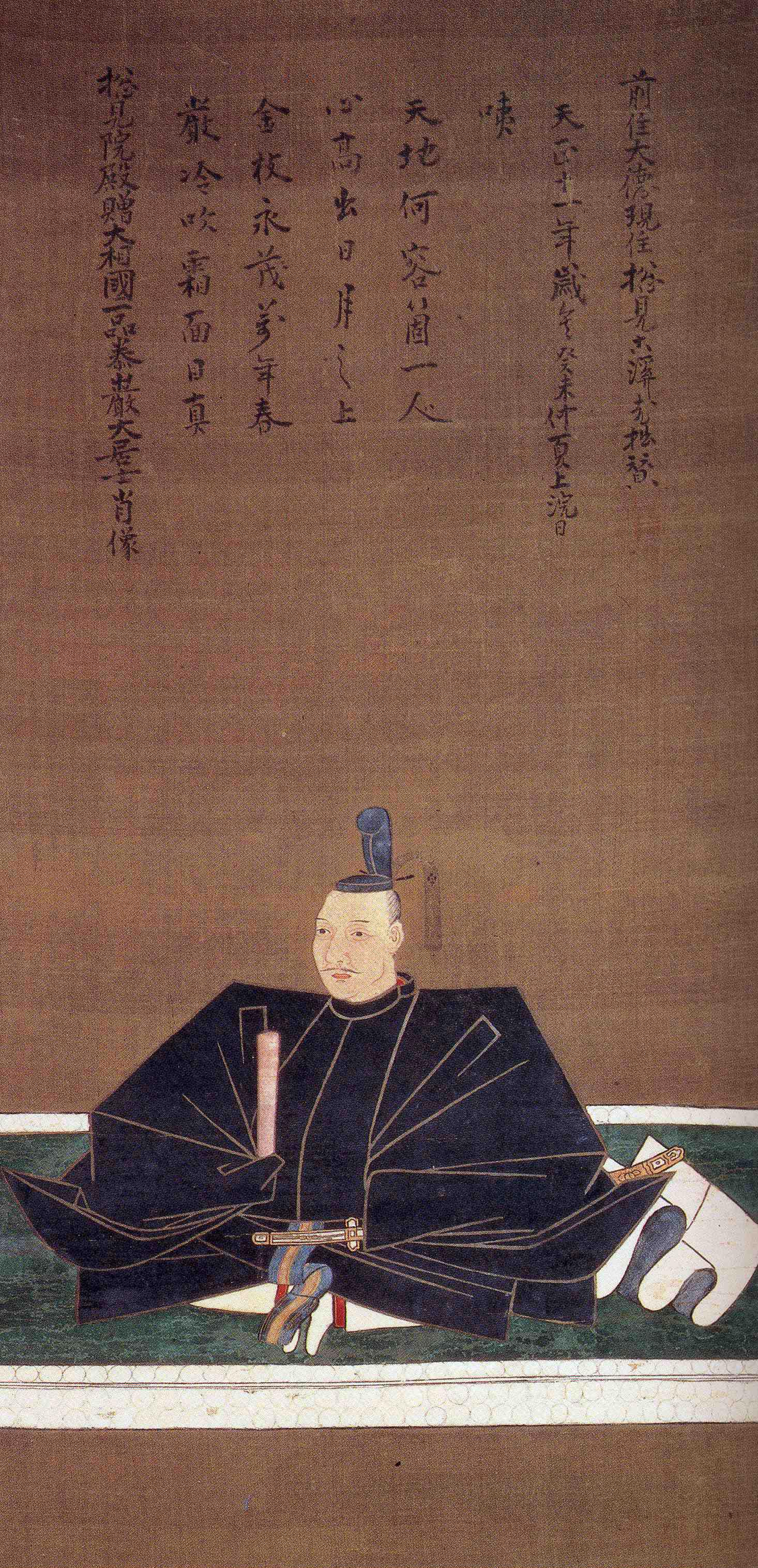
絹本著色束帶織田信長像（神戶市立博物館蔵，重要文化財）

束带是和服的一種，是公家的正装，為平安装束的一種也被称为“昼装束”。屬於東亞傳統服裝圓領的一種。

## 概要
日本自奈良時代仿效唐代制度设立朝服制度，根据《養老律令·衣服令》，天皇上朝以及大小诸会，服黄栌染衣。日本皇太子服黄丹衣，亲王紫衣。诸臣一位至八位依据唐宋公服制度，分别衣紫、绯、绿、缥。中世以降日本位袍如明代官服，世族最贵者黑色。而余皆红色。幕府时代，公方四位以上黑袍，五位绛袍。

## 组成
束带从内到外由单、袙、下襲、半臂、袍组成，并在袍外腰部系一条皮革腰带，即石带。袴分有大口袴、表袴两种，表袴需穿着在大口袴之外。戴冠，穿襪（しとうず），怀藏帖紙（たとう）、檜扇，手执笏。公卿、殿上人要在腰间挂魚袋。
束带的穿着有文官、武官之别。文官以及三品以上武官身着縫腋袍，头戴垂纓。四品以下武官身着闕腋袍，头戴卷纓。另外，武官、中務省官员以及获勅许的参议以上官阶的文官可佩大刀。佩大刀时，要将刀用平緒（ひらお）绑在腰间。

## 特征
下襲的背面部分很长，穿着时会像燕尾一样拖在地上。这部分称作「裾」（きょ），是束帶的一大特征。由于裾的长短代表着身份的贵贱，部分下襲经演变变得过长，于是裾与下襲分离，称作別裾。着別裾时，先穿上下襲，再将別裾的带子系在腰间。天皇和皇太子的下襲的裾并没有与本体分离。另外，还有一种很短的裾称作纔著（さいじゃく），用于地下官人穿戴。
在冬天，由于文官所穿的縫腋袍的肋旁是封闭的，从外观上看不出里面有无穿上半臂，所以文官在着装时通常将半臂省去。在夏天，换上较薄的縫腋袍后，由于可透过袍看到里面有无穿上半臂，因此需穿上；然而在近代，通常在夏天也不穿着半臂。

## 位阶
| 品级           | 正服                                                                               | 略服             | 祭服                       |
| -------------- | ---------------------------------------------------------------------------------- | ---------------- | -------------------------- |
| 天皇           | 黄栌染文铜竹凤凰麒麟袍(里平绢)、红文小葵绫襦、红文四葵绫中单、红生绢大口袴、白表袴 |                  | 缝腋袍白绢、白绢袴         |
| 皇族           | 缝腋袍黑绫云鹤纹、红绫中单、云纹紫袴                                               | 小直衣、云纹紫袴 | 缝腋袍白绢、白绢袴         |
| 四位以上至公爵 | 缝腋袍黑平绢唐草纹、红绫中单、藤丸紫袴                                             | 狩衣             | 缝腋袍白绢、白绢袴         |
| 五位           | 缝腋袍赤绫、红绫中单、平绢紫袴                                                     | 狩衣             | 缝腋袍白绢、白绢袴         |
| 六位以下       | 缝腋袍绿绫无纹、红绫中单、白或浅黄平绢袴                                           | 狩衣             | 缝腋袍白绢、白绢袴         |
| 无位           | 缝腋袍黄平绢无纹、红绫中单、白布袴                                                 | 狩衣             | 缝腋袍白绢(无里子)、白绢袴 |

## 图集
- 圣德太子圆领袍
- 黄栌染衣
- 桐竹凤凰文束带
- 藤原鎌足黑袍
- 徳川家康四位以上黑袍
- 丹羽長重绛袍
- 武官朝服-位襖
- 明治天皇束带像
- 阿部正弘束带像
- 神官祭服

## 书目
- 佐多芳彦 「公武服制の成立と展開（「朝服」と「束帯」―用例からみた平安初期公家服制）」 『服制と儀式の有職故実』 吉川弘文館
- 津田大輔 「平安時代前期服飾復元の可能性--考証の方法と男子装束の復元」 古代文化研究16 島根県古代文化センター 2008年